# Jean-Joseph Dassy
Pour les articles homonymes, voir Dassy.
Jean-Joseph Dassy, né à Marseille le 27 décembre 1791 et mort dans la même ville le 27 juillet 1865, est un peintre français, spécialisé dans les scènes de l'histoire de France et les thèmes religieux.
Il est le frère de l'abbé Dassy, fondateur de l'Institut des jeunes aveugles à Marseille.

## Biographie
Jean-Joseph Dassy est né le 27 décembre 1791 à Marseille. Son père est marbrier. Son frère cadet Louis Toussaint Dassy se destine à la prêtrise tandis que ses deux autres frères plus jeunes, Pierre et Hippolyte, aident leur père dans son atelier de marbrerie. Trois de ses sœurs se font religieuses.
D'abord élève de Innocent Goubaud et d'Augustin Aubert à l'École des Beaux-Arts de Marseille, il se rend ensuite à Paris où, à partir de 1817, il devient un des meilleurs élèves de Girodet-Trioson qui dit de lui « Dassy l'emportera sur tous s'il sait se jeter en avant, mais je redoute sa modestie et sa timidité ». En 1819 il expose au salon Noé sortant de l'arche acquis par la maison du roi et en 1825 Madeleine pénitente qui lui vaut une médaille et qu'il offre plus tard au musée de Marseille. En 1825 il va à Rome pour se perfectionner. De 1823 à 1826 il exécute de remarquables lithographies d'après les tableaux de Girodet-Trioson : Mustapha, Mardochée, Galathé, Héro et Léandre et Scènes de l'Énéide.
Il revient dans sa ville natale lors des évènements de la Révolution de Juillet et refuse de remplacer son ancien maître Aubert à la tête de l'École des beaux-arts et obtient même du maire le maintien du vieil artiste à son poste. Au salon de 1831, il expose deux compositions religieuses : L'Éducation de la Vierge et Le Christ au tombeau. Il effectue un deuxième séjour à Rome (1833-1836). De retour à Paris, il expose régulièrement de 1837 à 1844 : Adoration des Mages, Bataille de Saucourt-en-Vimeu (château de Versailles), La Mort de saint Louis (cathédrale d'Arras), Combat singulier de Robert, duc de Normandie et un guerrier musulman sous les murs d'Antioche, Silène et les bergers, Marie Madeleine dans la grotte de Patmos, Le cardinal de la Tour d'Auvergne (cathédrale d'Arras) et une Assomption.
Il quitte définitivement Paris pour se retirer à Marseille où il entre à l'Académie de Marseille le 23 mai 1844. En 1845, il est nommé conservateur du musée de Marseille, fonction qu'il occupe jusqu'à sa mort. Il ne produit alors que quelques tableaux pour les églises locales : église Saint-Lazare, église de la Trinité-la Palud etc. Il meurt le 27 juillet 1865, victime d'une épidémie de choléra. Son éloge funèbre ainsi que celui de Dominique Papety et d'Aubert est prononcé au cours de la séance du 13 juin 1869 de l'Académie de Marseille par le peintre Dominique Antoine Magaud.

## Œuvres dans les collections publiques
- Cholet, musée d'art et d'histoire : Le Général Précy, 1829[7], dépôt du musée national du château de Versailles, 1914.
- Marseille :
  - Église de La Trinité-La Palud : La Mise au tombeau.
  - Église Saint-Lazare :
    - Le Martyre de saint Lazare ;
    - L'Apostolat de saint Lazare ;
    - La Résurrection de saint Lazare.
- Semur-en-Auxois, musée municipal de Semur-en-Auxois : La Charité, huile sur toile, 1832.
- Versailles, château de Versailles :
  - Caribert, roi des francs de Paris et de l'ouest de Gaule (mort en 567)[8] ;
  - Louis Ier dit le Pieux (778-840), empereur d'Occident[9] ;
  - Bataille de Saucourt-en-Vimieu, juillet 881[10] ;
  - François de Comminges, comte de Guitaut (1581-1663)[11]
  - François-Alexandre Paris de Lorraine (1589-1614)[12] ;
  - Combat de Robert, duc de Normandie, avec un guerrier sarrasin, 1098., salles des Croisades[13]. Les Croisés, vainqueurs à Nicée, avaient mis le siège devant Antioche. Pendant ce siège plusieurs chefs signalent leur bravoure dans des combats particuliers. Le duc de Normandie, dit Michaud, soutient seul un combat contre un chef des Infidèles qui s'avançait au milieu des siens ; d'un coup de sabre il lui fend la tête jusqu'à l'épaule et retend à ses pieds, en s'écriant : « Je dévoue ton âme impure aux puissances de l'enfer. »

Œuvres de Jean-Joseph Dassy
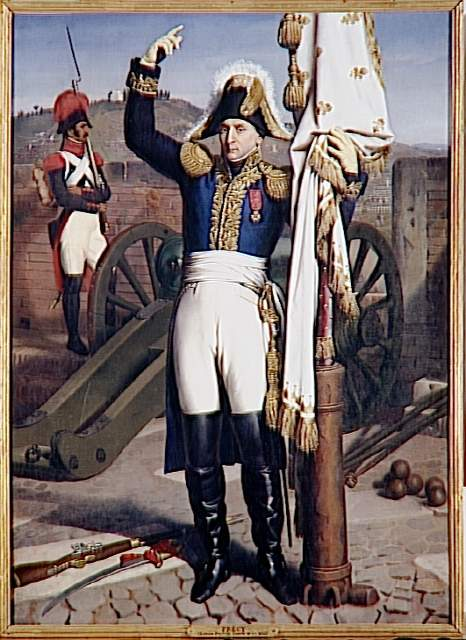
Louis François Perrin, comte de Précy (1742-1820), général vendéen, musée d'art et d'histoire de Cholet.
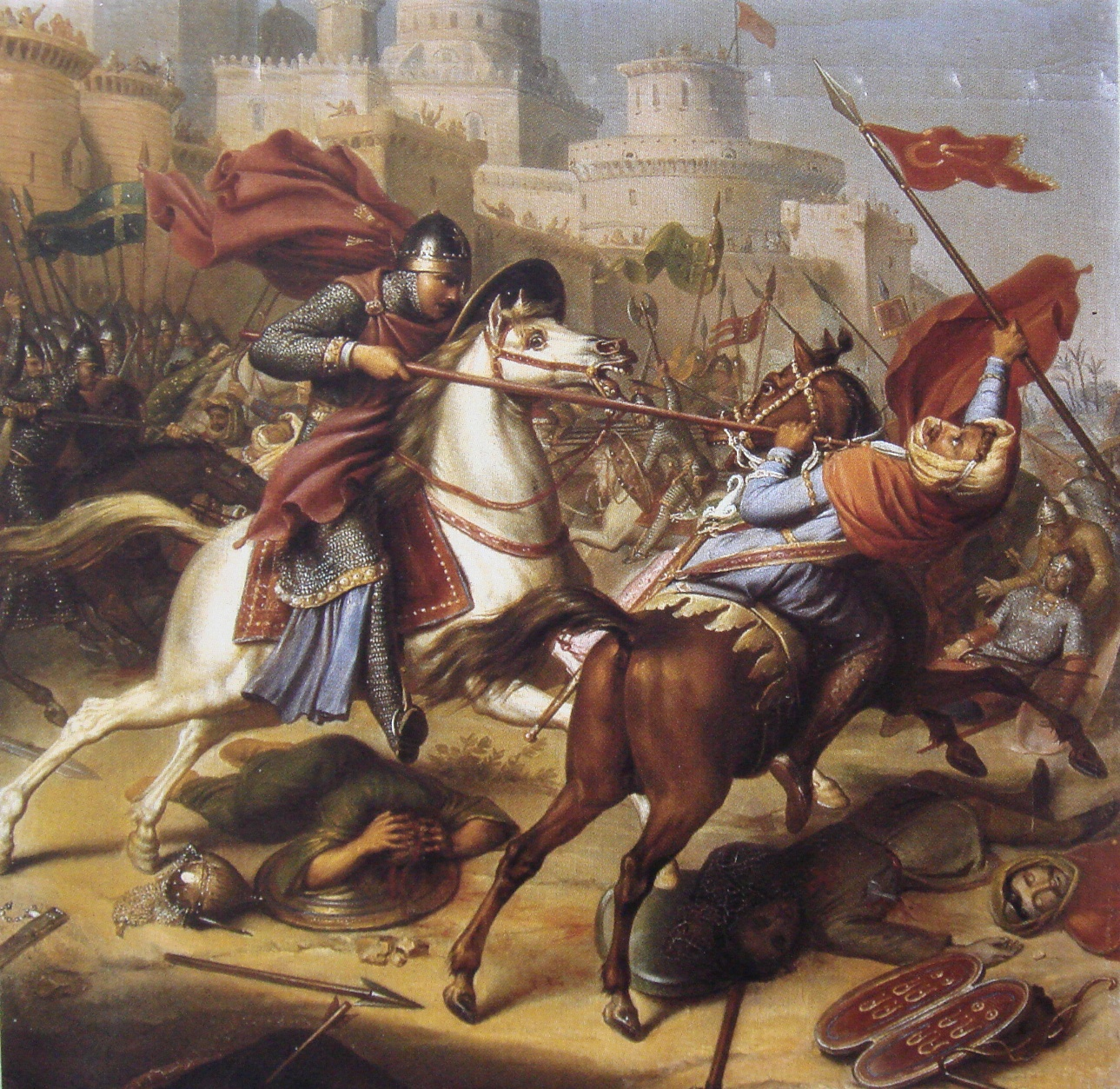
Combat de Robert, duc de Normandie, avec un guerrier sarrasin, château de Versailles.
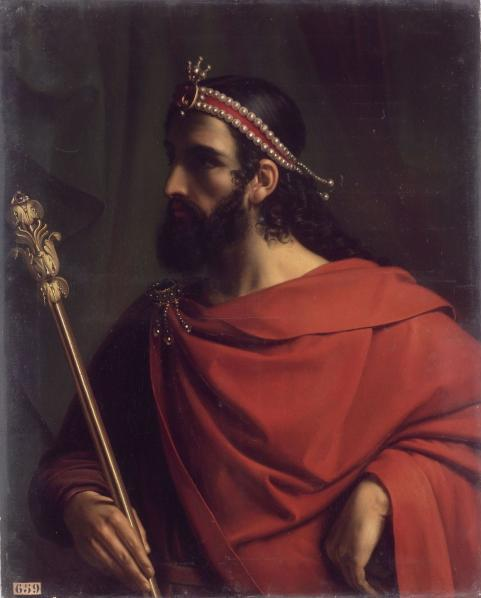
Caribert, roi franc de Paris et de l'ouest de Gaule (mort en 567), château de Versailles.
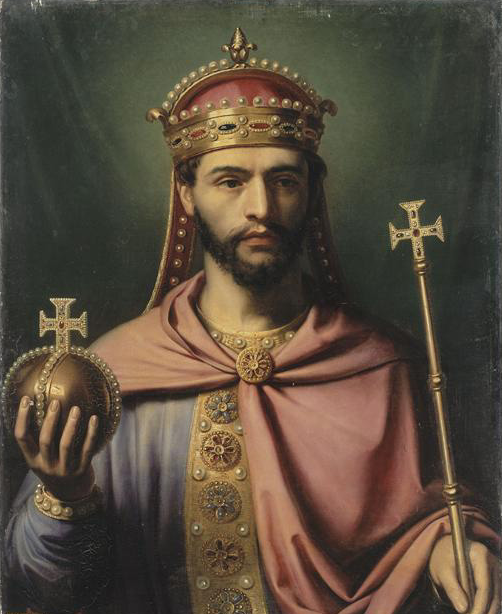
Louis Ier dit le Pieux (778-840), empereur d'Occident, château de Versailles.
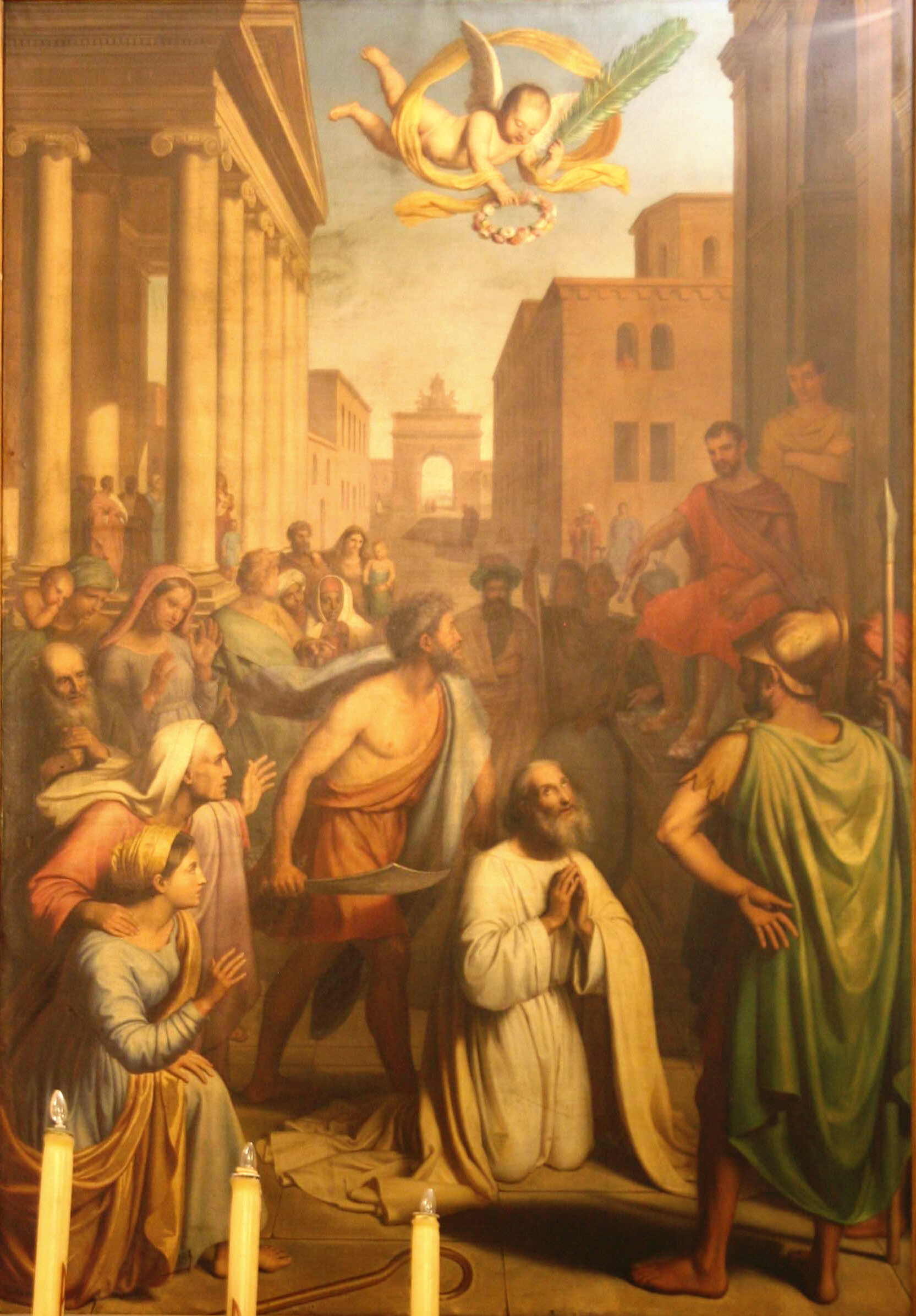
Le Martyre de saint Lazare, Marseille, Église Saint-Lazare.
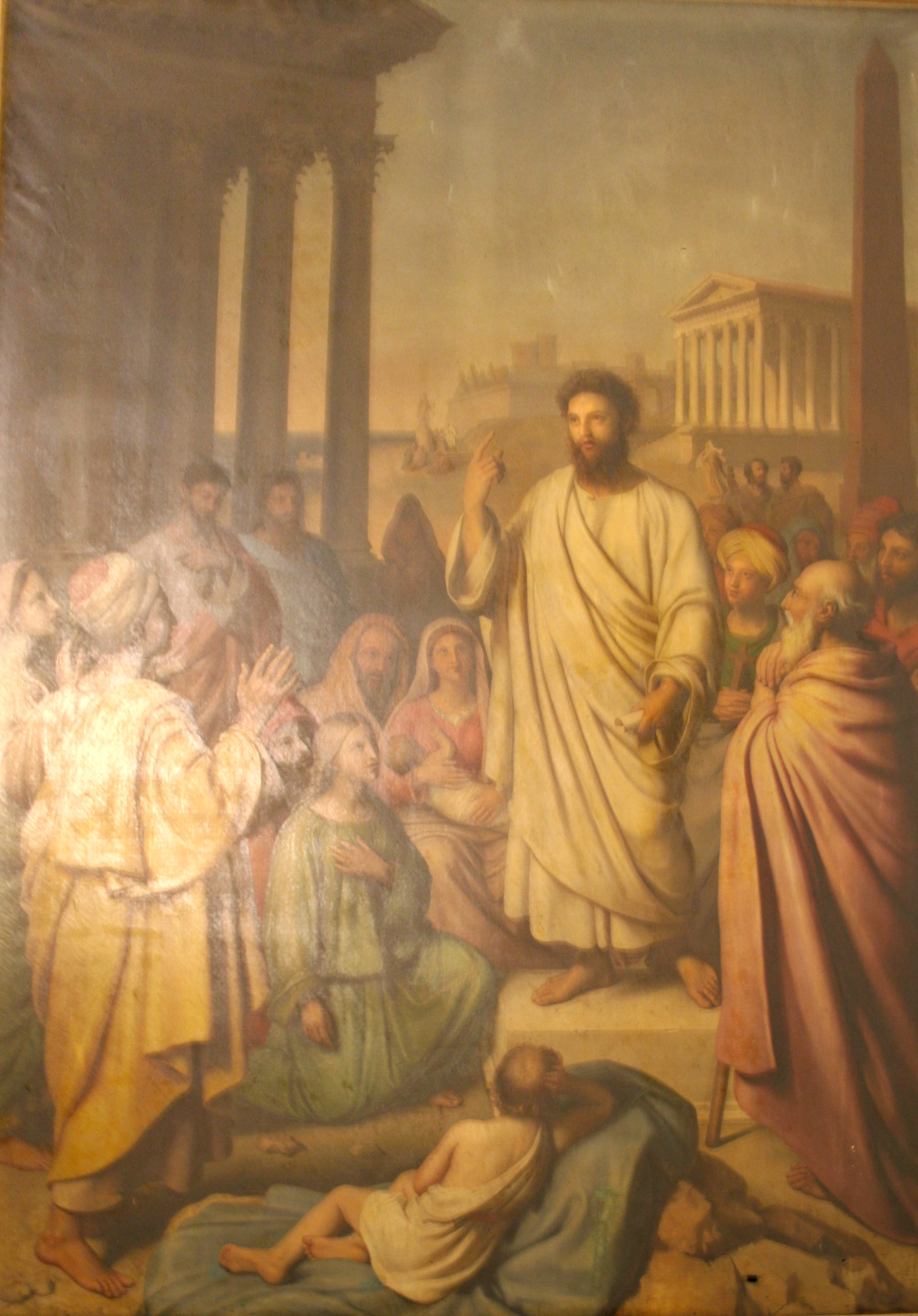
L'Apostolat de saint Lazare, Marseille, Église Saint-Lazare.
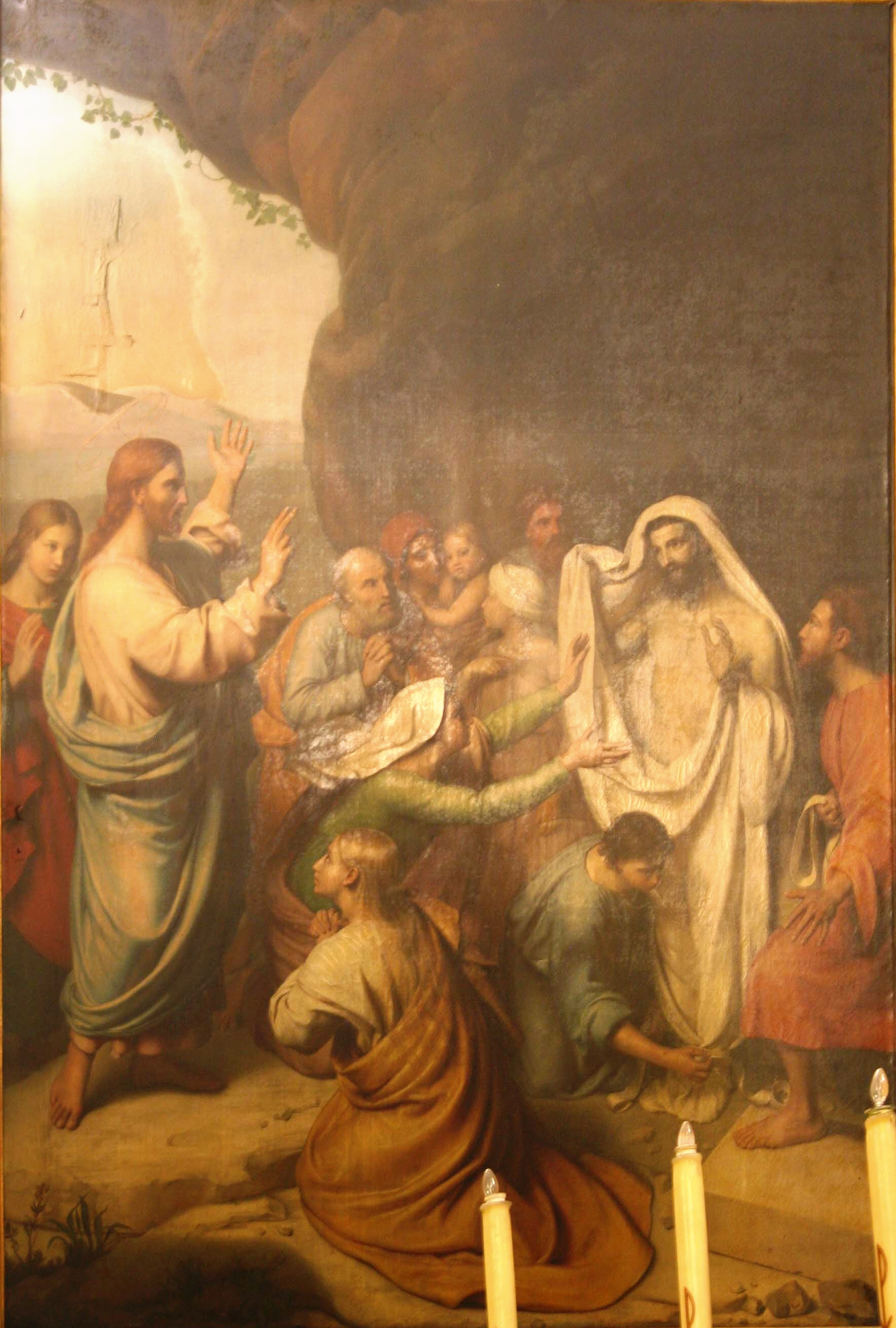
La Résurrection de saint Lazare, Marseille, Église Saint-Lazare.
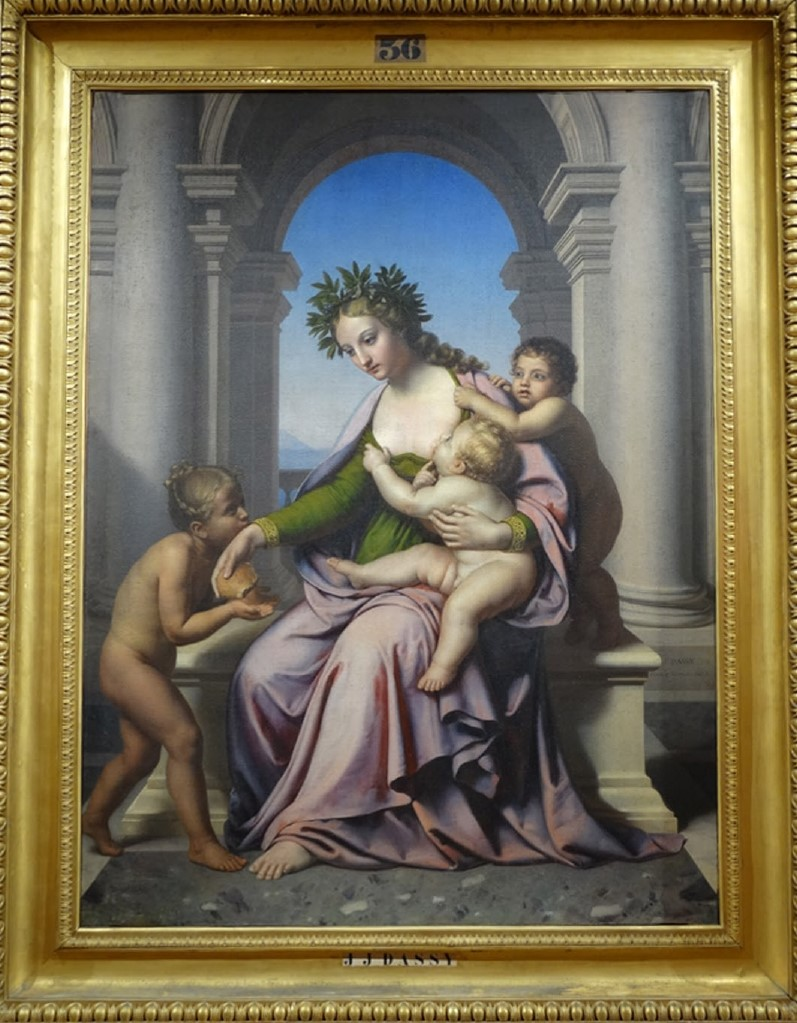
La Charité, Jean-Joseph DASSY (1791-1865), huile sur toile, 1832, musée municipal de Semur-en-Auxois, ancien dépôt de l'Etat